# The Alpine Lease
The Alpine Lease è un cortometraggio muto del 1911 diretto da George Melford. Prodotto dalla Kalem Company, il film aveva come interpreti Alice Joyce e Carlyle Blackwell.

## Trama
Jenson compera una concessione abbandonata vicino a quella di Sterling: i suoi vicini lo canzonano per l'affare sballato che ha fatto, salvo cercare di sottrargli la concessione quando Jenson vi scopre il petrolio. Rodney Willis, il caposquadra di Sterling, porta la notizia che la richiesta di concessione di Jenson è valida ma deve correre in aiuto di questi e di sua figlia Chick, quando Jenson - impazzito per il complotto ai suoi danni organizzato dal disonesto Sterling - cerca di bruciare il pozzo. Sterling denuncia Jenson per incendio doloso nelle sue proprietà. Solo l'intervento di Rodney con la sua testimonianza porterà alla luce la verità.

## Produzione
Prodotto dalla Kalem Company

## Distribuzione
Il film uscì nelle sale degli Stati Uniti il 15 settembre 1911, distribuito dalla General Film Company.